# Irene Schoutenová
Irene Schoutenová (* 21. června 1992 Andijk) je nizozemská rychlobruslařka.
Od začátku roku 2010 startovala ve Světovém poháru juniorů, v seniorském Světovém poháru debutovala na podzim téhož roku. Pravidelně v něm závodí od sezóny 2012/2013 a věnuje se především závodům s hromadným startem. Zúčastnila se Mistrovství světa ve víceboji 2014, kde obsadila šesté místo. Na MS 2015 vyhrála závod s hromadným startem, o rok později získala bronz na trati 5000 m. V sezóně 2015/2016 zvítězila v celkovém hodnocení Světového poháru v závodech s hromadným startem. Zúčastnila se Zimních olympijských her 2018, kde v závodě s hromadným startem vybojovala bronzovou medaili. Z Mistrovství světa na jednotlivých tratích 2019 si přivezla ze závodu s hromadným startem zlato. Na ME 2020 získala zlatou medaili v závodě s hromadným startem, na MS 2020 si v této disciplíně dobruslila pro bronz. Na Mistrovství Evropy 2021 získala ve víceboji stříbrnou medaili. V ročníku 2020/2021 Světového poháru zvítězila v celkovém hodnocení na distanci 3000 m a v závodech s hromadným startem a z MS 2021 si přivezla zlato z distance 5000 m a ze stíhacího závodu družstev a bronz z tratě 3000 m a ze závodu s hromadným startem. Na Mistrovství Evropy 2022 vyhrála závody na 3000 m, s hromadným startem a stíhací závod družstev. Na Zimních olympijských hrách 2022 vyhrála distance 3000 m, 5000 m a závod s hromadným startem, navíc získala bronzovou medaili ve stíhacím závodě družstev. Krátce poté zvítězila na Mistrovství světa ve víceboji 2022 a v sezóně 2021/2022 také obhájila prvenství v celkovém hodnocení Světového poháru na dlouhých tratích.
Její bratr Simon Schouten je také rychlobruslařem.